# Trehörningen (Djursdala socken, Småland)
Trehörningen är en sjö i Kinda kommun och Vimmerby kommun i Småland och ingår i Botorpsströmmens huvudavrinningsområde. Sjön är 4,9 meter djup, har en yta på 0,147 kvadratkilometer och befinner sig 139,2 meter över havet. Sjön avvattnas av vattendraget Isnäsström (Yxeredsån).

## Delavrinningsområde
Trehörningen ingår i det delavrinningsområde (640391-150917) som SMHI kallar för Utloppet av Solaren. Medelhöjden är 150 meter över havet och ytan är 50,66 kvadratkilometer. Det finns inga avrinningsområden uppströms utan avrinningsområdet är högsta punkten. Isnäsström (Yxeredsån) som avvattnar avrinningsområdet har biflödesordning 2, vilket innebär att vattnet flödar genom totalt 2 vattendrag innan det når havet efter 62 kilometer. Avrinningsområdet består mestadels av skog (77 %). Avrinningsområdet har 3,92 kvadratkilometer vattenytor vilket ger det en sjöprocent på 7,7 %.